# إصابة الرباط الجانبي الزندي المرفقي

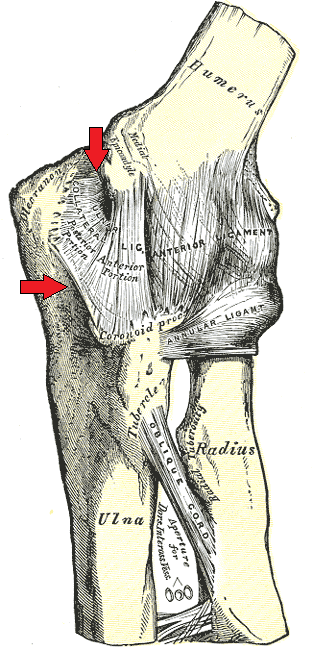
أربطة المرفق الايسر. تشير الأسهم الحمراء إلى موقع الرباط الجانبي الزندي.

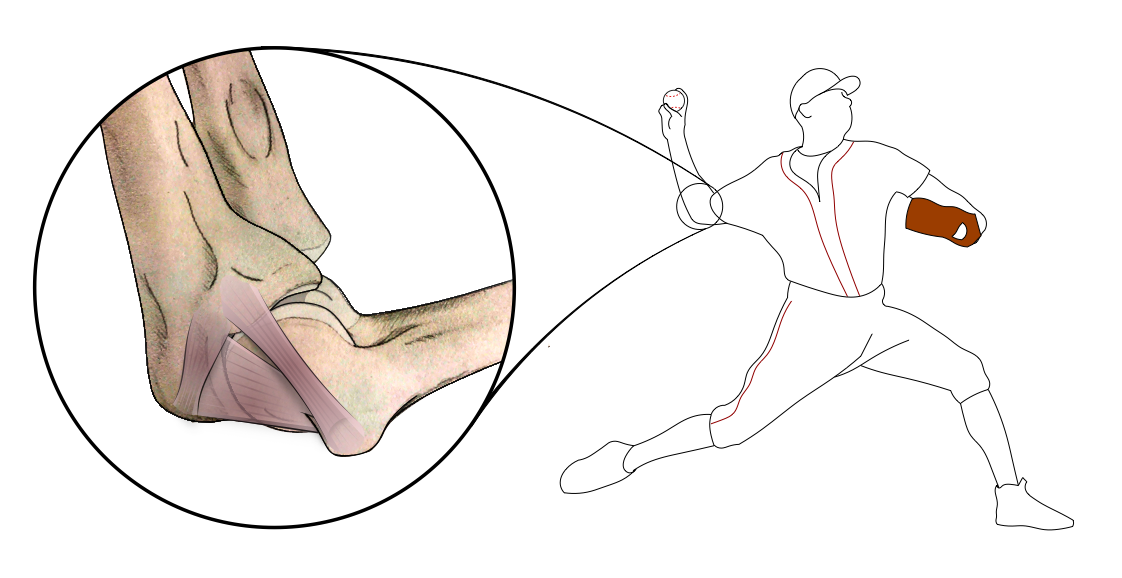
تشريح الرباط الجانبي الزندي في مرفق رماة البيسبول.

قد تحدث إصابات الرباط الزندي الجانبي عند القيام ببعض الأنشطة مثل رمي كرة البيسبول فوق الرأس. غالبًا ما يؤدي تمزق الرباط الجانبي الزندي الحاد أو المزمن و/أو توهينه إلى ألم أنسي المرفق، وعدم استقرار أروح، وأعراض عوز عصبية، وأداء عليل عند الرمي. توجد خيارات علاجية جراحية وغير جراحية.

## العلامات والأعراض
يمثل الألم على طول الجزء الداخلي من المرفق العرض الرئيسي لهذه الحالة. يذكر أن رمي الكرة يحدث غالبًا في مرحلة التسارع من عملية الرمي. ثبت أيضًا أن إغلاق اليد وإحكام القبضة يؤديان إلى إعادة تحريض الأعراض المؤلمة. تترافق الإصابة بإحساس «فرقعة» حادة في المرفق، يتبعها ألم في أثناء الرمية، إضافةً إلى تورم المرفق وتكدمه، ونقص مجال حركته، وانخفاض مفاجئ في سرعة الرمي؛ كلها أعراض شائعة لإصابة الرباط الجانبي الزندي. قد يكون الألم طفيفًا في حالة الراحة الكاملة إذا كانت الإصابة أقل حدة.

## الأسباب
تبرز أهمية الرباط الجانبي الزندي في تثبيت المرفق والحد من تبعيده. يُرجح حدوث الإصابة إذا حدثت نوبات شديدة أو متكررة من الإجهاد الأروح على الرباط الجانبي الزندي. يشيع الضرر الذي يصيب الرباط الجانبي الزندي بين رماة البيسبول ورماة الرمح بسبب تشابه حركة الرمي. يرى الأطباء أن الحركات المتكررة، خاصة رمي الكرة في لعبة البيسبول، تسبب إصابات الرباط الجانبي الزندي المرفقي عند المراهقين. علاوة على ذلك، نوه الأطباء بالترابط بين رمي مراهق أكثر من 85 رمية لمدة 8 أشهر أو أكثر في السنة، أو الرمي في حالة الإرهاق، مع جعله أكثر عرضة لخطر الخضوع لجراحة الرباط الجانبي الزندي. عُولج لاعبو رياضات أخرى مثل كرة القدم ورياضات الراح وهوكي الجليد وكرة الماء من الأضرار التي لحقت بالرباط الجانبي الزندي. تزيد حركات محددة فوق الرأس مثل رمي كرة البيسبول أو إرسال الكرة في التنس أو ضرب الكرة الطائرة من خطر إصابة الرباط الجانبي الزندي المرفقي. يحدث تبعيد أفقي للكتف مع دورانه خارجيًا وثني مرفقي في مرحلة التصويب قبل الرمي، ما يولد ضغطًا طفيفًا على الرباط الجانبي الزندي في هذا الوضع، علمًا أنه يزداد عند تدوير الكتف خارجيًا بصورة أكبر. كلما زاد الضغط زاد تمدد الرباط الجانبي الزندي ومن ثم يحدث الإجهاد. في حركة الرمي فوق الرأس، يحدث إجهاد أروحي على المرفق الإنسي عند التصويب بالذراع وحدوث التسارع. يبدأ الإجهاد الأروحي في نهاية مرحلة التصويب بالذراع، ثم يدور الكتف داخليًا بقوة في اللحظة الانتقالية من التصويب بالذراع إلى تسارعها، ويكون الساعد في حالة بسط شبه كامل، مع انثناء المرفق من 90 درجة إلى 125 درجة تقريبًا. يُبسط المرفق بسرعة من نحو 125 درجة إلى 25 درجة من مرحلة التصويب المتأخر حتى إطلاق الكرة، ما يسبب إجهاد أروحي هائل وإجهاد شدي على الرباط الجانبي الزندي. يُعتقد أن إصابات الرباط الجانبي الزندي ناتجة عن ميكانيكا الرمي السيئة، وتكرار الحركة المفرط، وسرعات الرمي العالية، وأنواع معينة من الرميات، مثل الكرات المنحنية. قد تتسبب الميكانيكا السيئة إلى جانب التكرار العالي لهذه الحركات في حدوث تخريش أو تمزقات صغيرة أو كبيرة في الرباط الجانبي الزندي. قد يرتبط الخلل الوظيفي في السلسلة الحركية الناجم عن ضعف قوة الأطراف السفلية والجذع وضعف الثبات بإصابات الرباط الجانبي الزندي، وتيبس المحفظة في حالات خلل الدوران الداخلي الحقاني العضدي (GIRD) وخلل الحركة الكتفي. نادرًا ما تحدث إصابات الرباط الزندي الجانبي عند لاعبي البيسبول بسبب إصابة رضية واحدة، بل غالبًا ما تسببها تمزقات صغيرة مزمنة تتراكم بمرور الوقت.